# معماری شیکاگو
در دههٔ هشتم قرن نوزدهم صنعت ساختمان در شیکاگو ناگهان رونق و رواج تازه‌ای گرفت و آسمان‌خراش‌هایی به ارتفاع ۱۲و۱۴و۱۶و۲۳ طبقه ساخته شدند که برخلاف آسمان خراش‌های دیگر آمریکا در شهر پراکنده نبودند بلکه در مسافتی کوتاه از یکدیگر در ناحیهٔ مرکزی و تجاری شیکاگو لوپ، قرار داشتند.
مکتب معماری شیکاگو اصطلاحی است که به طور جمعی به کسانی که در ایجاد تحولات شهر شیکاگو سهیم بودند گفته می‌شود که بیش از همیشه بین سالهای ۱۸۸۳ تا ۱۸۹۳ رشد یافت و قدرت گرفت. در این زمان شیکاگو مرکز خطوط راه آهن و ارتباط بین شرق و غرب آمریکا بود، همچنین مرکز تجاری مهمی به شمار می‌آمد و از سال ۱۸۸۵ میلادی فعالیت‌های شدید اقتصادی و به تبع آن اجرای ساختمان‌های تجاری و اداری آغاز شده بود که با توجه به آتش‌سوزی سال ۱۸۷۱ و از بین رفتن بیشتر قسمت‌های این شهر، زمینه برای تحولات جدید آماده بود.
در این زمان در شیکاگو تعدادی مهندسان سازه و معمار جوان وجود داشتند که عمدتاً تحصیل کرده اروپا و شهرهای شرق آمریکا همچون بوستون و نیویورک بودند. اولین مهندس مطرح در این مکتب ویلیام لی برون جنی، تحصیل کرده مدرسه هنر و تولیدات در فرانسه بود. وی به عنوان مهندس سازه، دفتر مهندسی و معماری خود را در سال ۱۸۶۸ در شیکاگو تأسیس کرد. او در سال ۱۸۶۹ کتابی به نام اصول و عمل در معماری «principal and practices in architecture» به رشته تحریر در آورد.
روشهای طراحی، اجرایی و اصول نظری معماران شیکاگو به نام مکتب معماری شیکاگو شهرت یافت و می‌توان آن را منشور اولیه معماری مدرن محسوب کرد.

### اصول مکتب معماری شیکاگو
۱.	استفاده از اسکلت فولادی برای ساختار کل بنا
۲.	نمایش ساختار بنا در نمای ساختمان
۳.	عدم تقلید از سبک‌های گذشته
۴.	استفاده بسیار اندک از تزئینات
۵.	استفاده از پنجره‌های عریض که کل دهانه بین ستون‌ها را می‌پوشاند.
اهمیت مکتب معماری شیکاگو به جهات بسیار است. شاگردان برای نخستین بار امکانات تازهٔ فنی را به صورتی زیبا در ساختمان هائی بکار بردند که استفاده از آن جزئی از زندگی روزمرهٔ شهر بود. آنها تنها چند ساختمان جداگانه بی‌ارتباط با یکدیگر نساختند؛ بلکه تمام قسمت تجاری شهر شیکاگو به همت آنان به معماری نو رونق گرفت. کار آنان به شهر بزرگ شیکاگو، سیمایی تازه داد.

### بناهای مکتب شیکاگو واقع در شیکاگو
- ساختمان اول لایتر, 1879
- ساختمان مونتاک, 1882–1883
- ساختمان روکری, 1886
- ساختمان اودیتوریوم, 1889
- ساختمان دوم لایتر, 1891
- ساختمان لودینگتون, 1891-1892
- ساختمان مونانوک, 1891–1893
- ساختمان ریلیانس, 1890-1895
- ساختمان مارکت, 1895
- ساختمان فیشر, 1895-1896
- ساختمان گروه گیج, 1898
- مرکز سالیوان, 1899
- ساختمان هی.ورث, 1904
- ساختمان شیکاگو, 1904–1905
- ساختمان بروکس, 1910
- ساختمان هیسن (ترانسپورتیشن), 1910-1911

### بناهای مکتب شیکاگو خارج از شیکاگو
- ساختمان دفتر مرکزی کارخانه تولیدی آبنبات لایف سیورز, 1920, Port Chester, NY
- ساختمان وین وایت, 1891, St. Louis, Missouri
- ساختمان و برج میلز, 1892, San Francisco, California
- ساختمان برادران گود سپید, 1895, Grand Rapids, Michigan
- ساختمان پرودنشال, 1896, Buffalo, New York
- ساختمان یونیون بانک, 1904, Winnipeg, Manitoba, Canada
- ساختمان بلونت, 1907, Pensacola, Florida
- آپارتمان مشاوران, 1910, Dunedin, New Zealand
- ساختمان نشنال بانک, 1910, Spokane, Washington
- ساختمان سویتلند, 1910, Cleveland, Ohio
- ساختمان سنت جیمز, 1912, Jacksonville, Florida
- ساختمان وسترن اوتو, 1914, Kansas City, Missouri
- ساختمان مک لود, 1915, Edmonton, Canada
- ساختمان نیکولاس, 1926, Melbourne, Australia

## نگارخانه

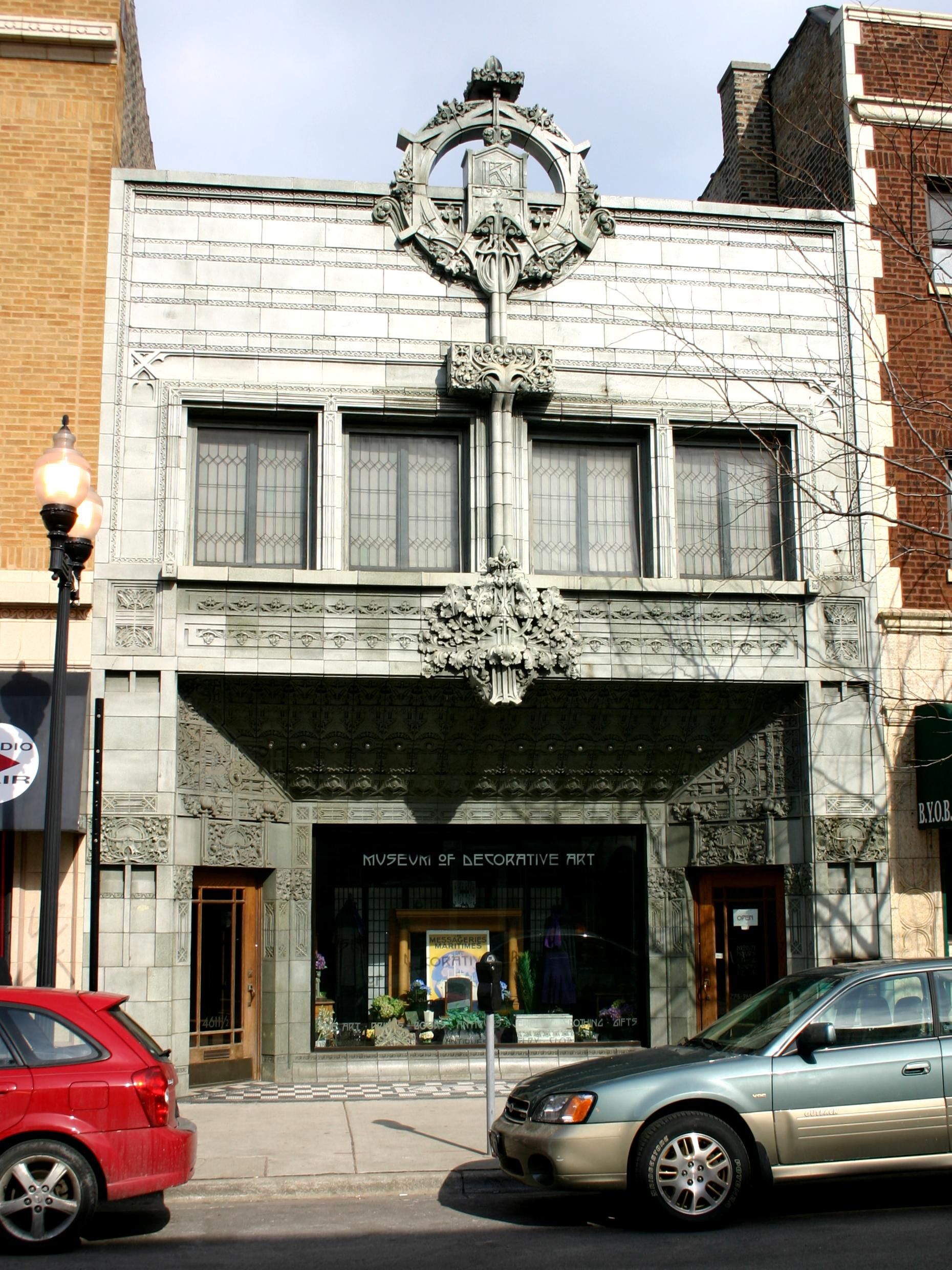
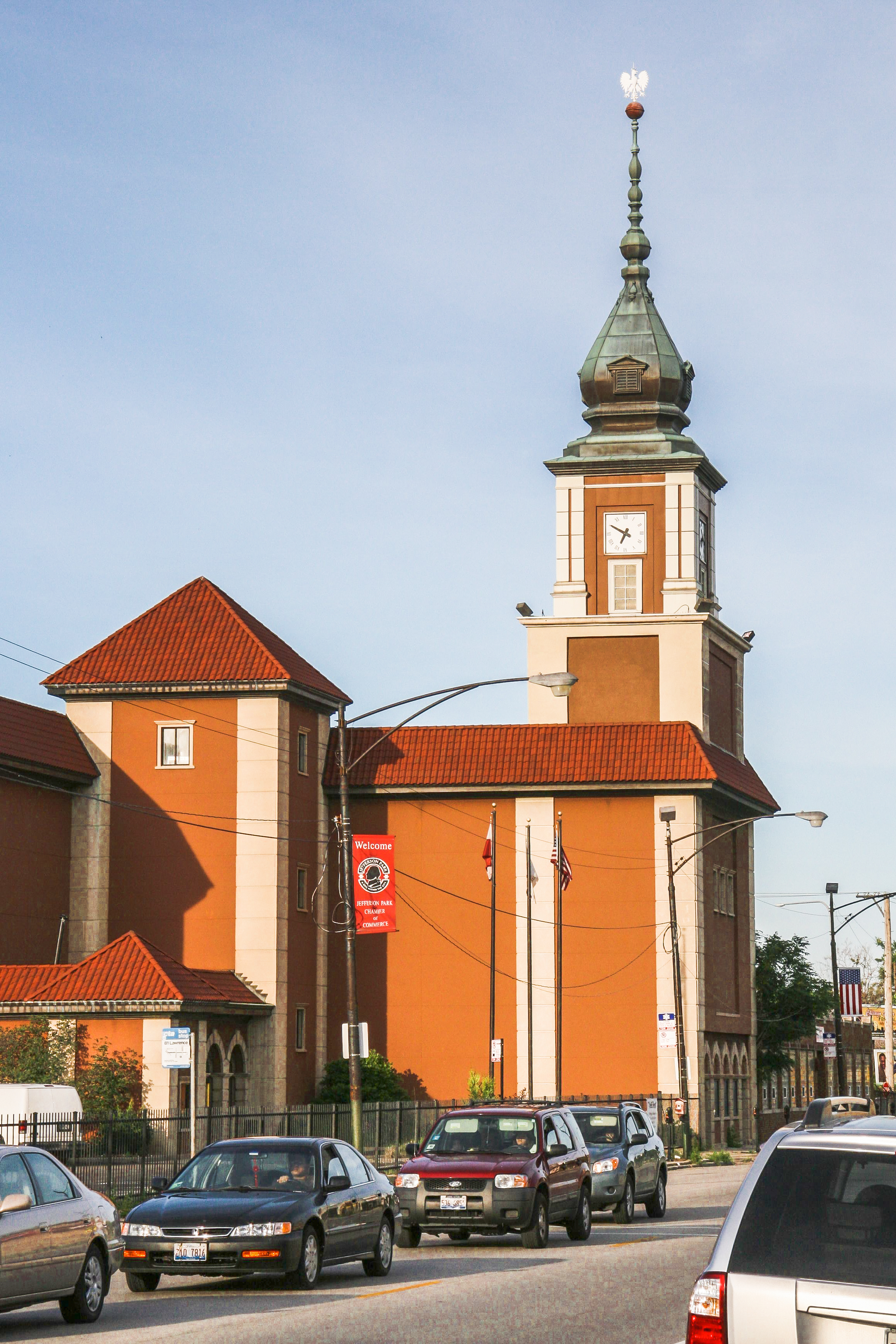
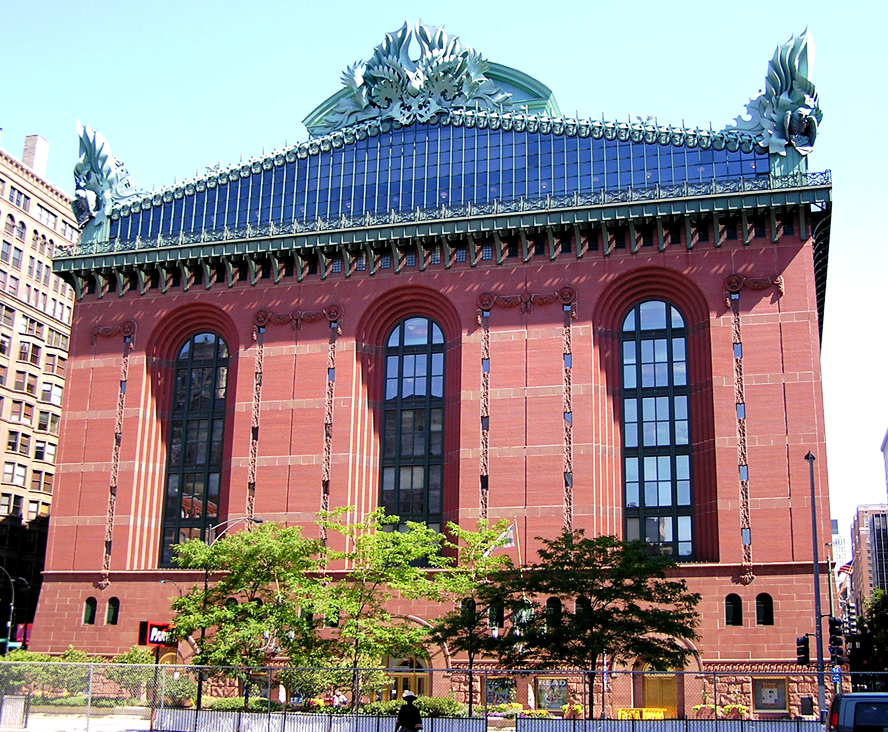
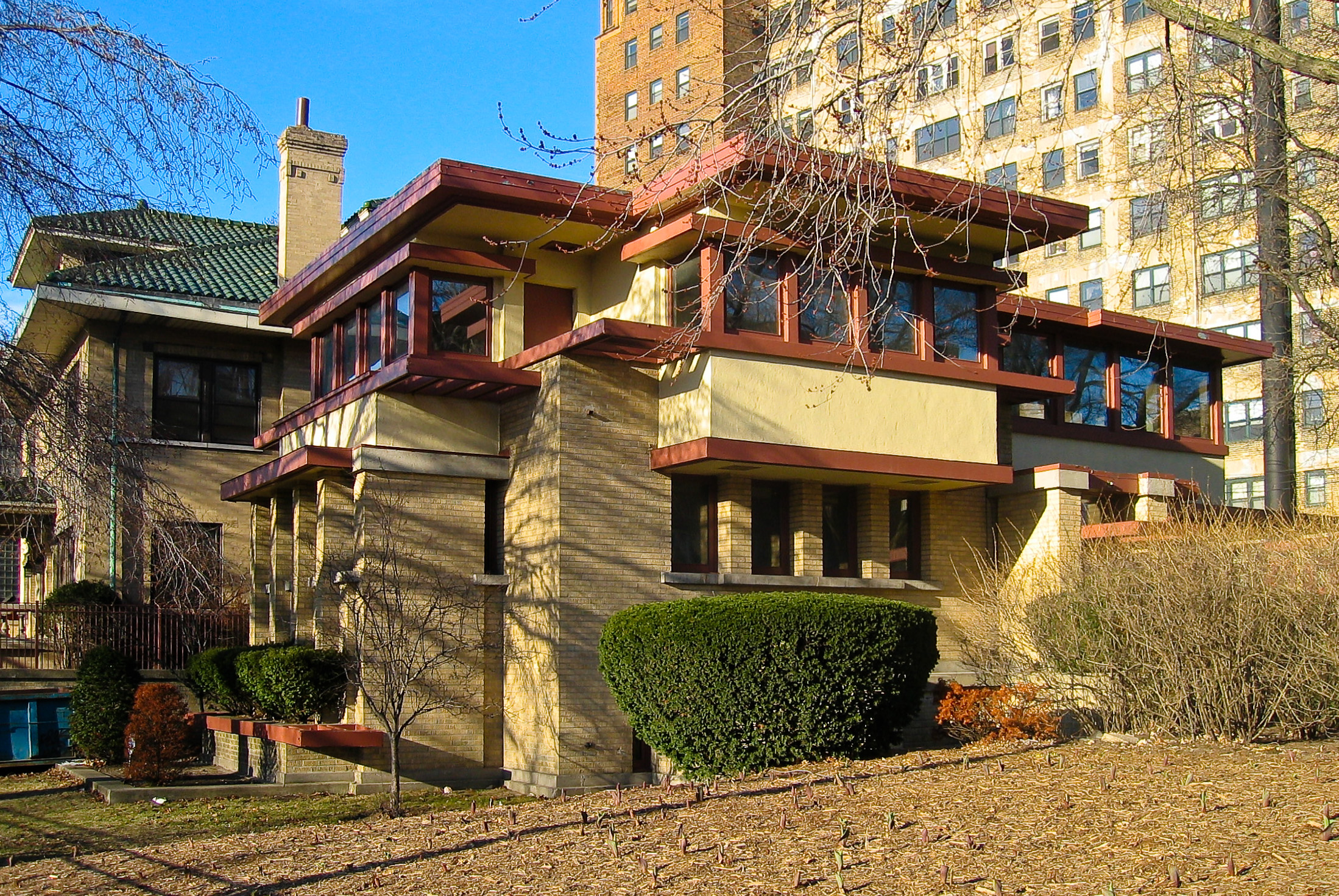
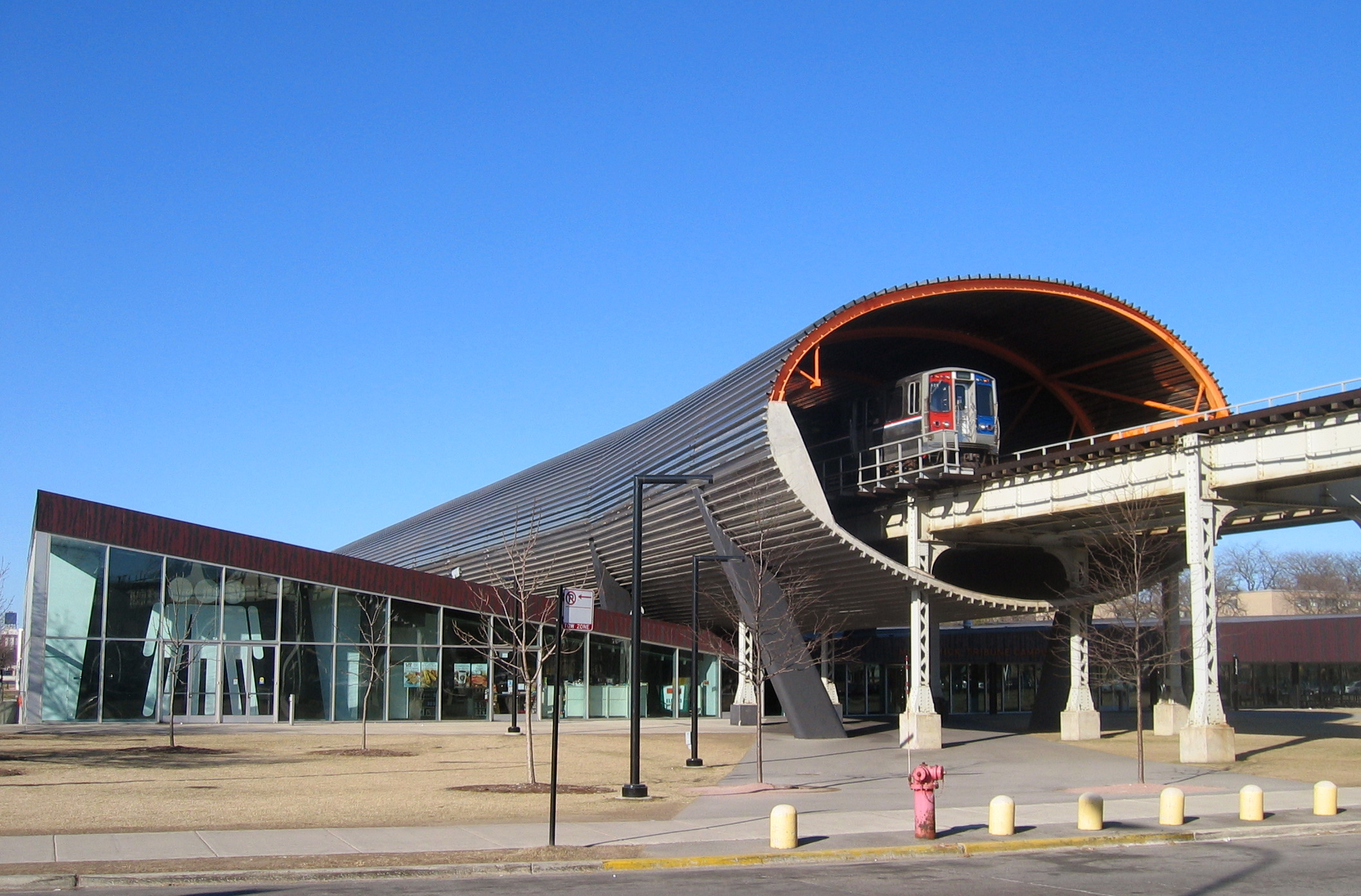
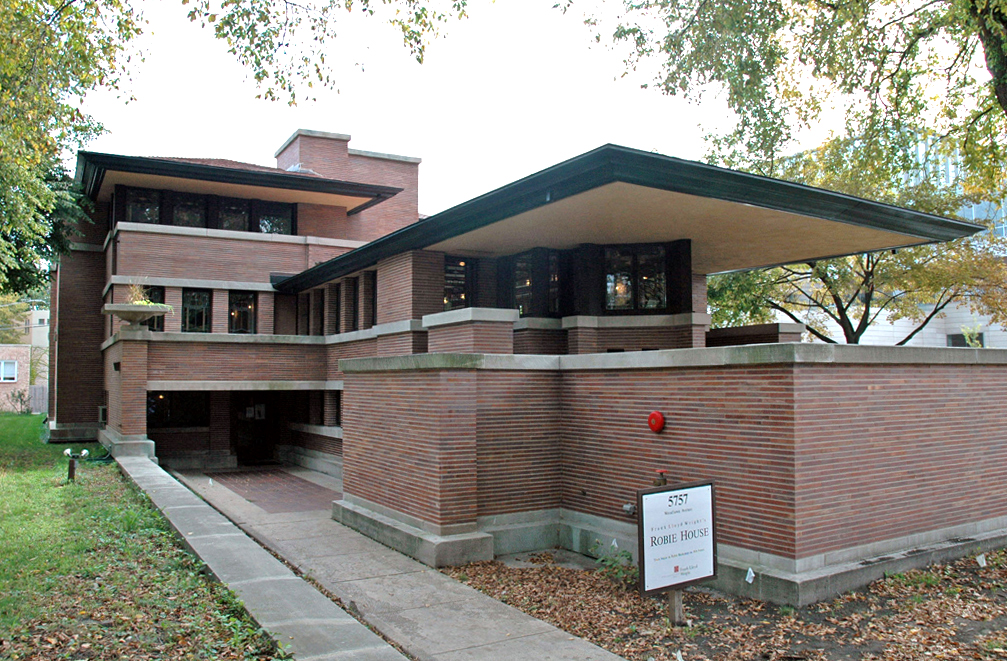
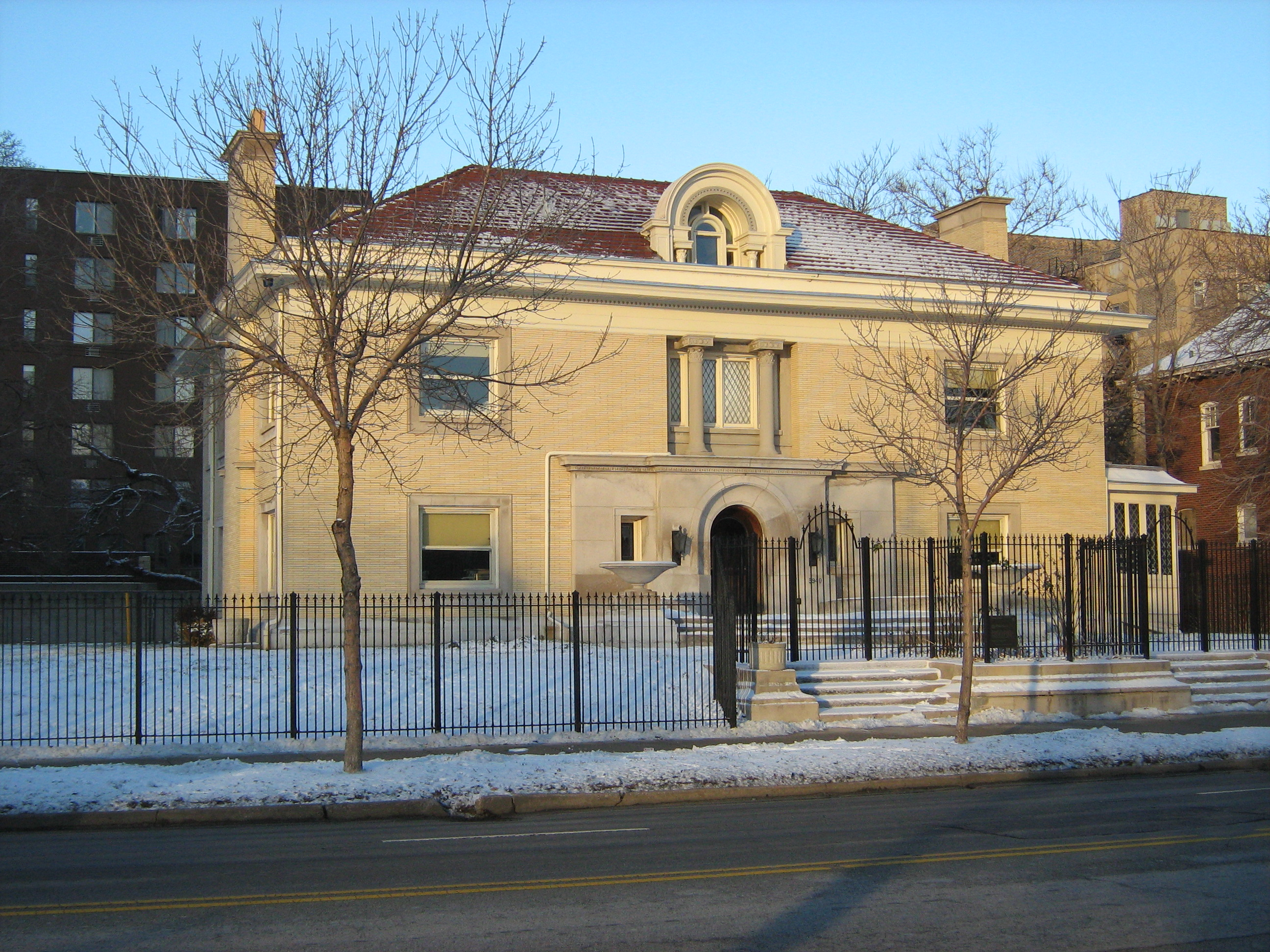
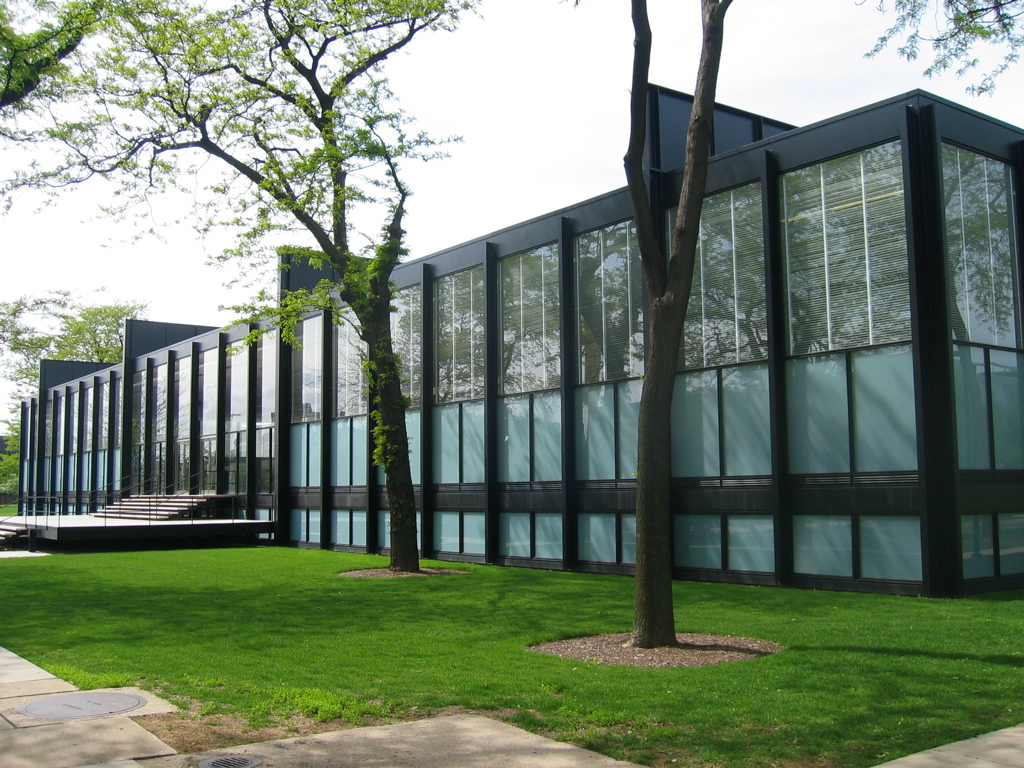
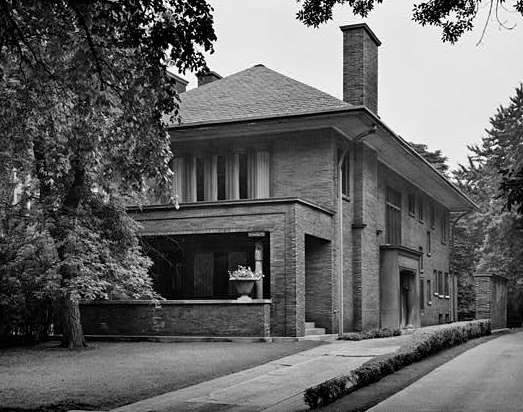
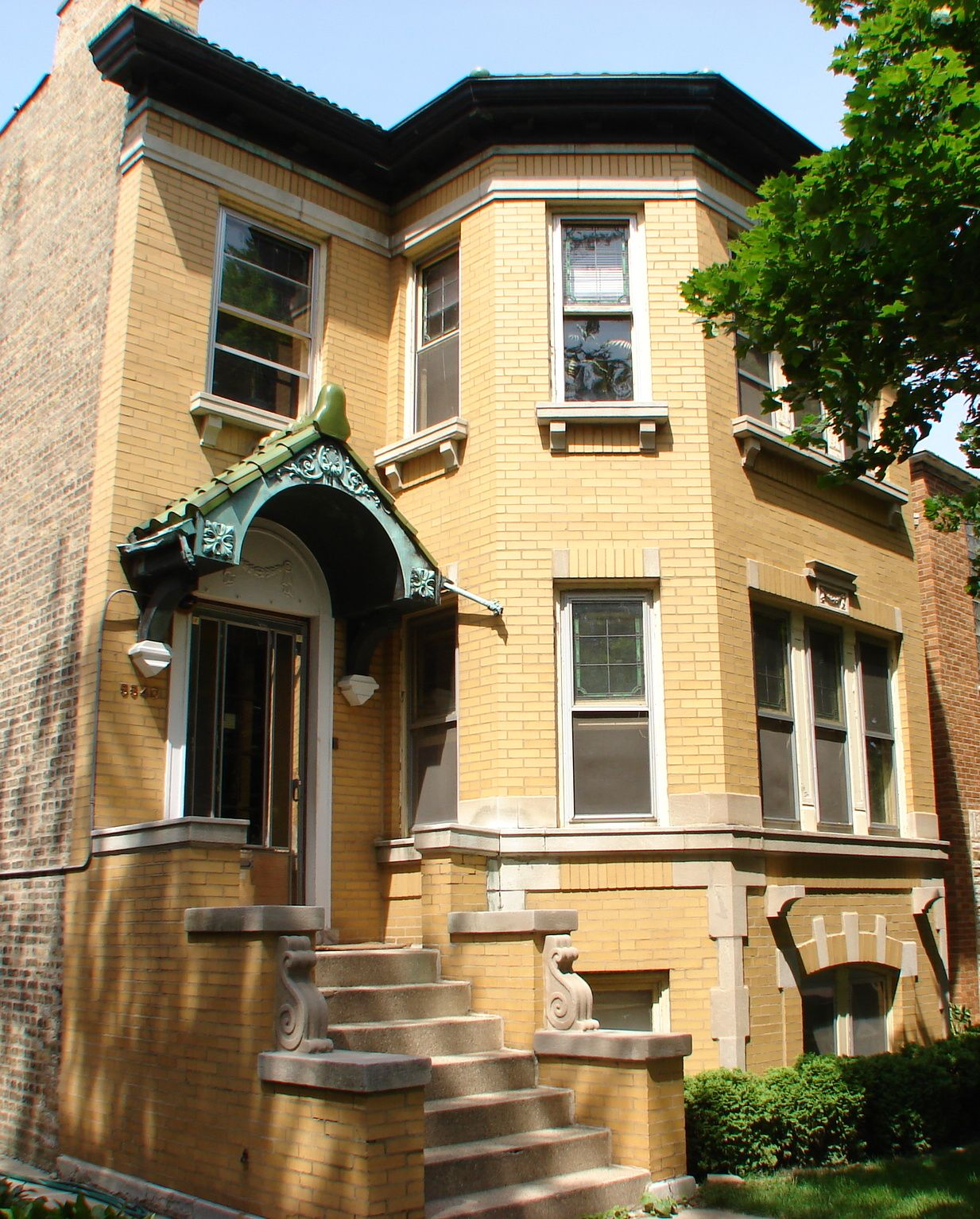
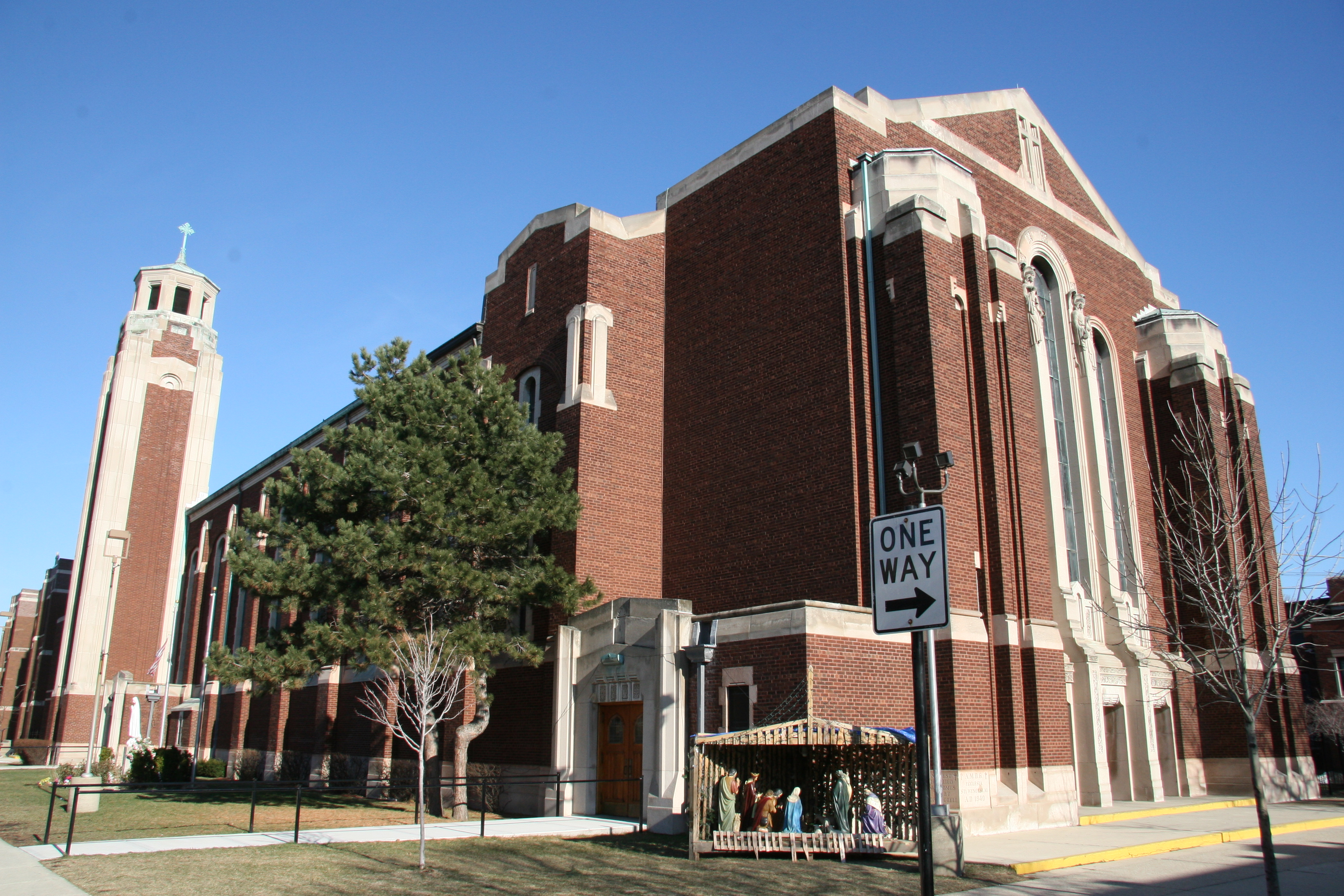
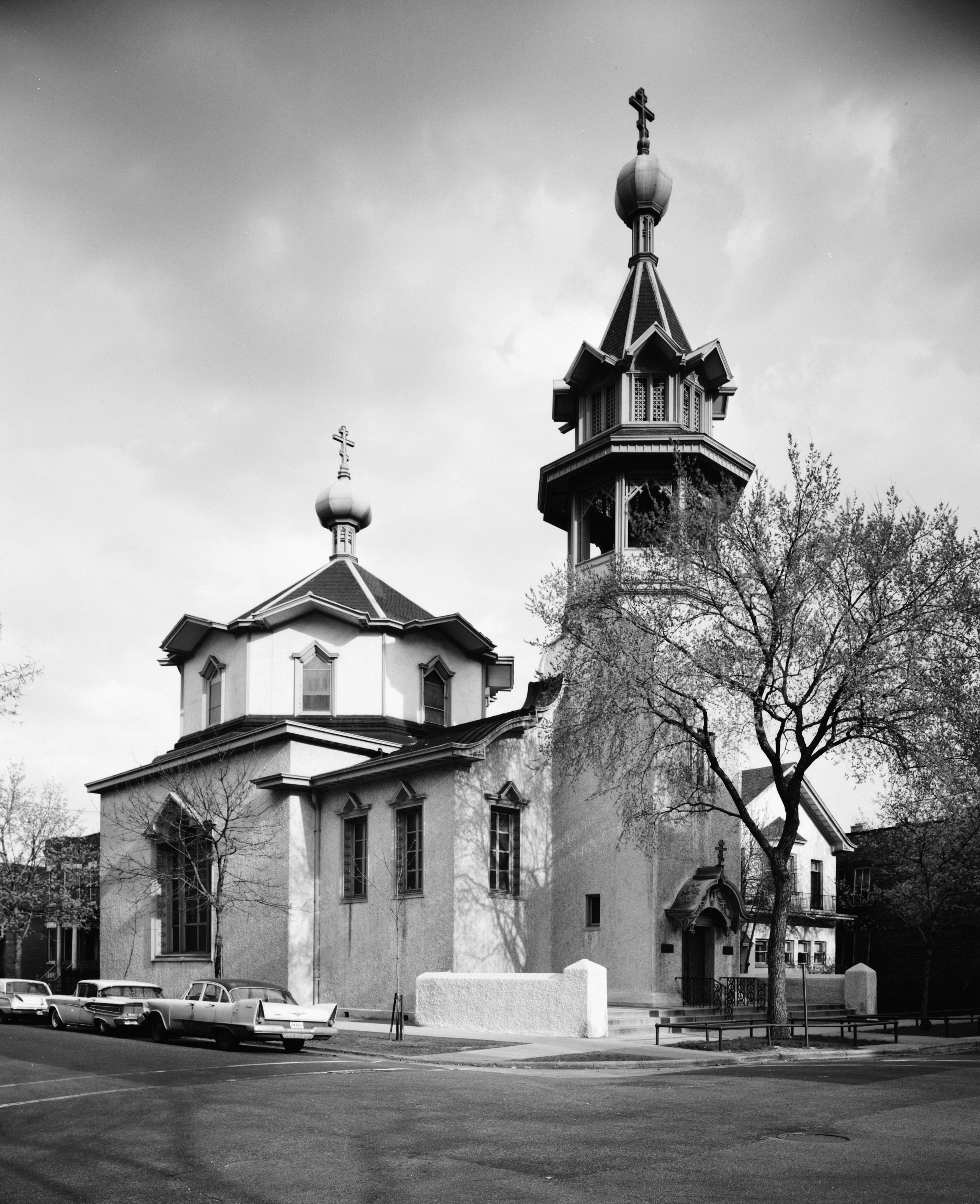
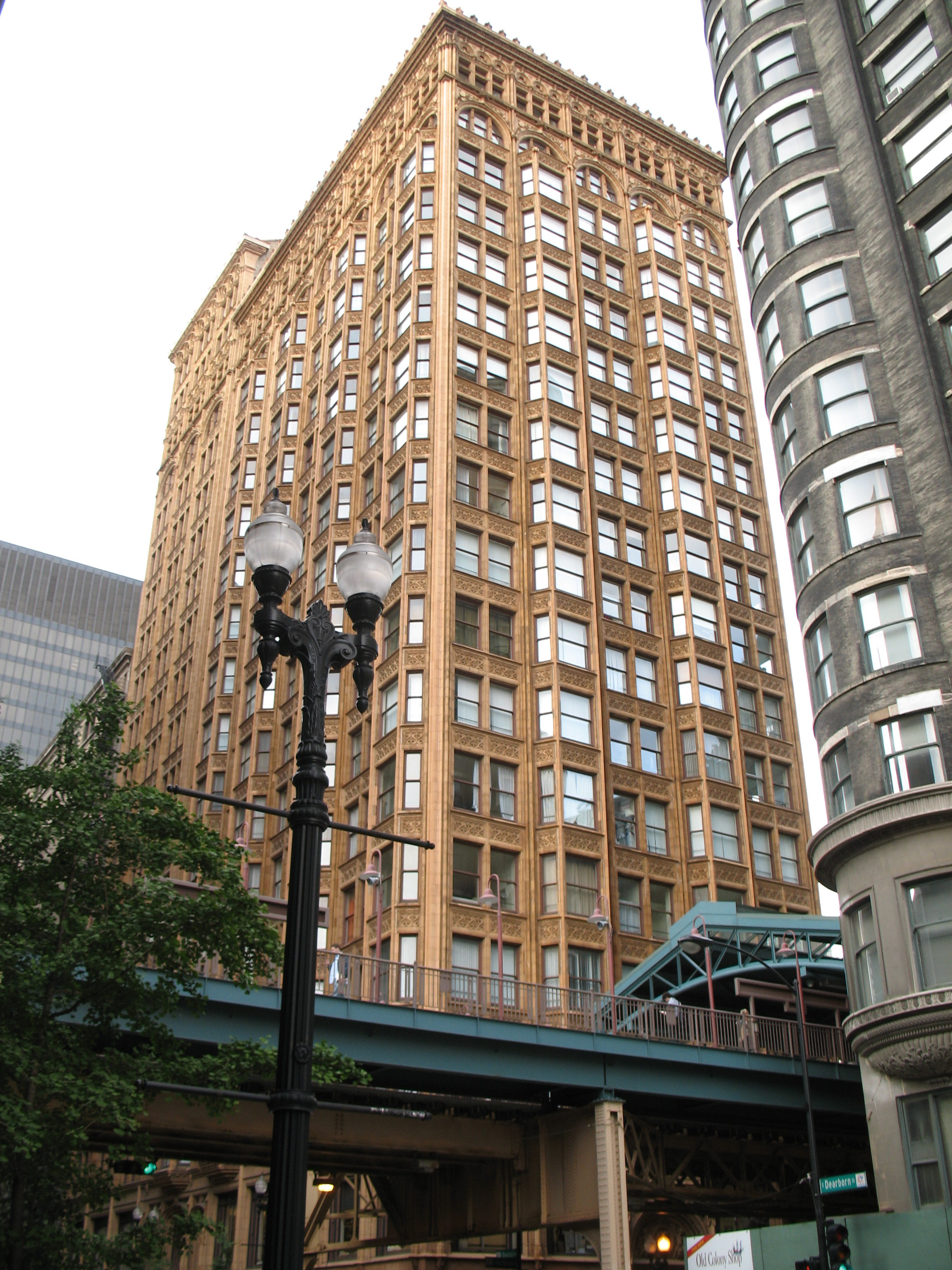
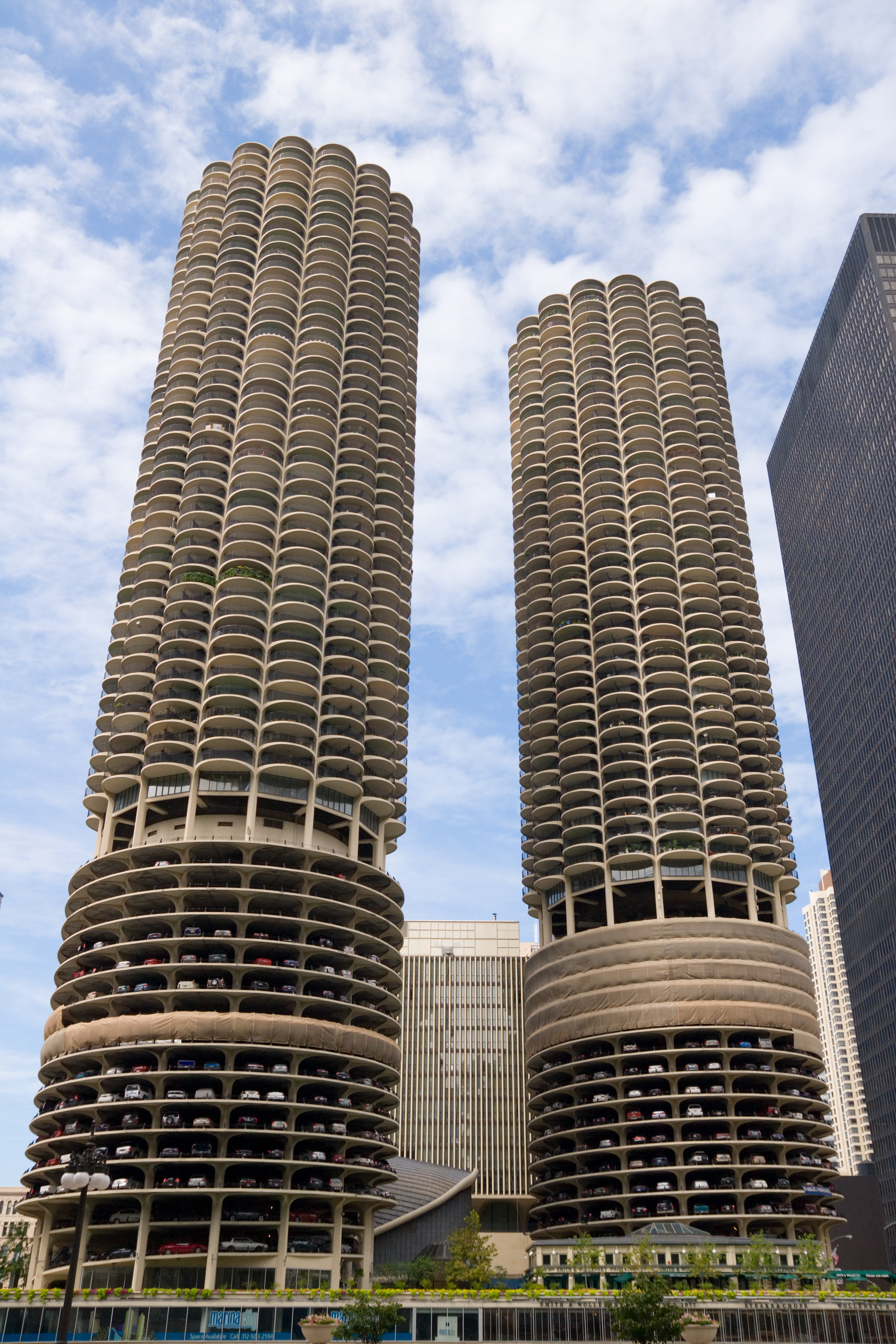
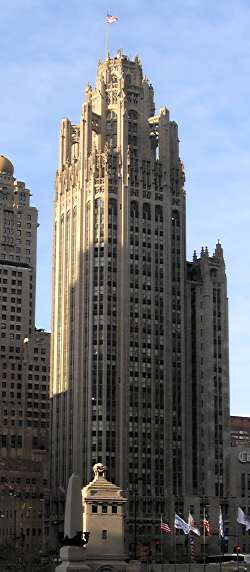
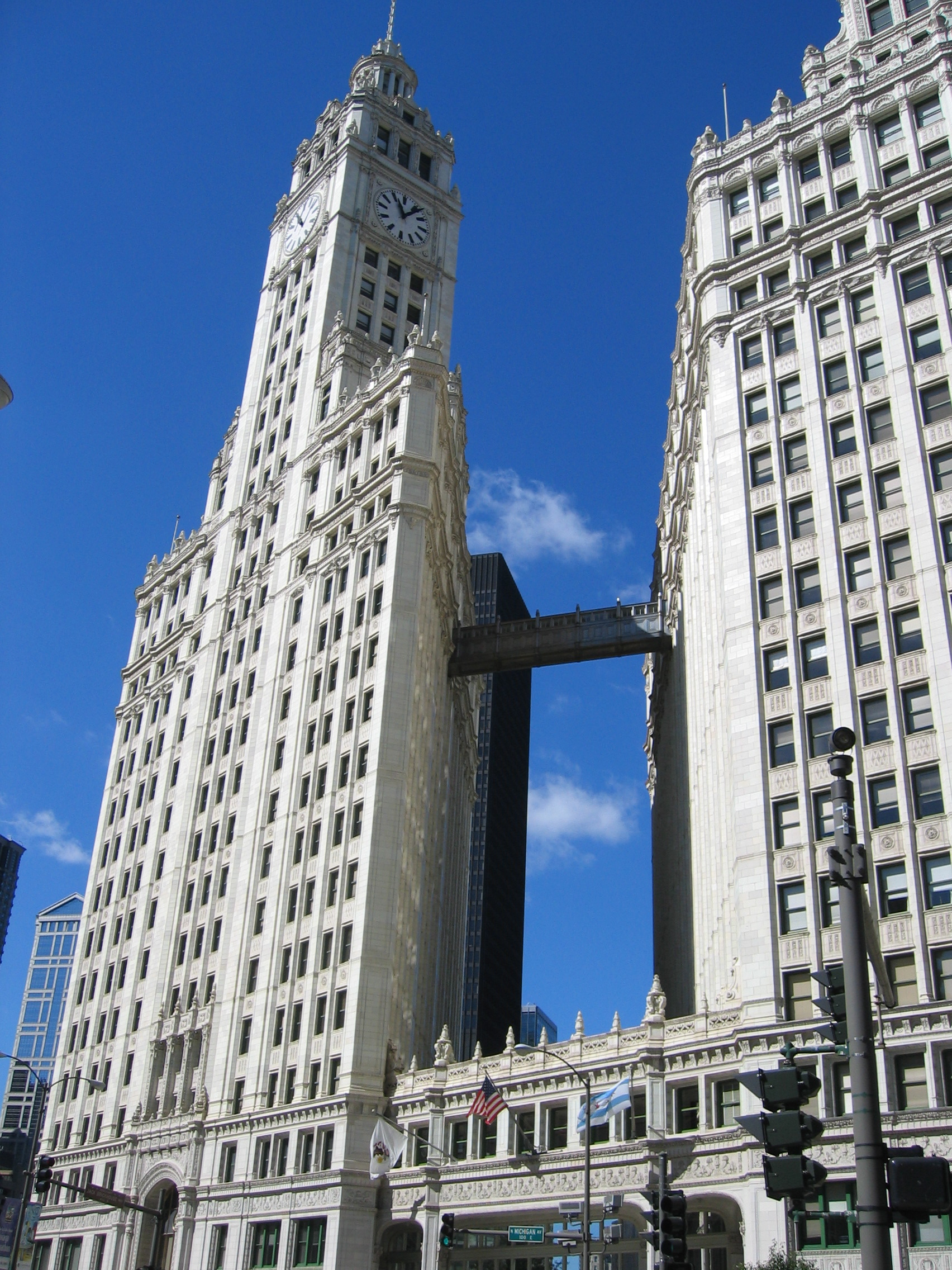
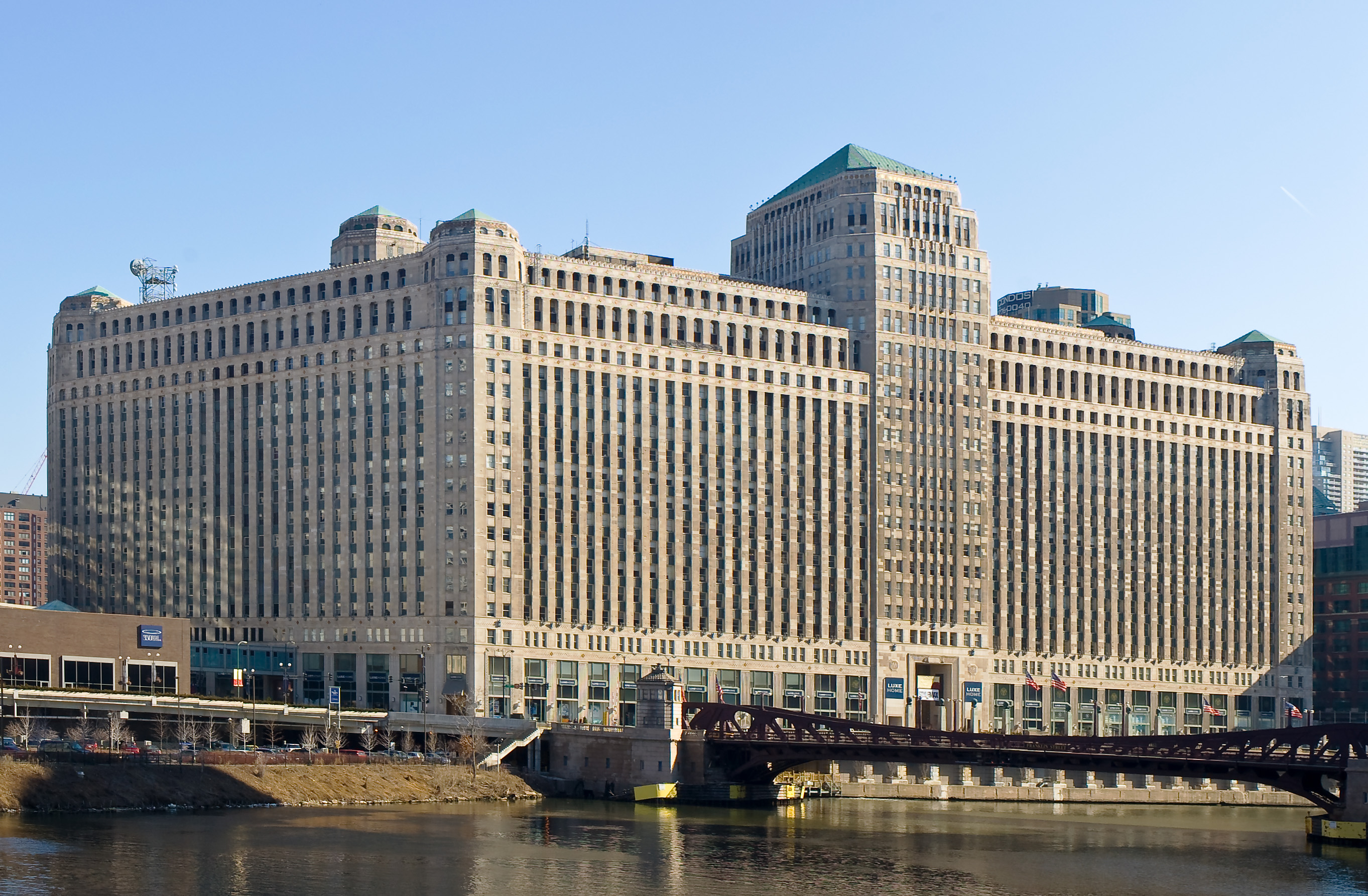
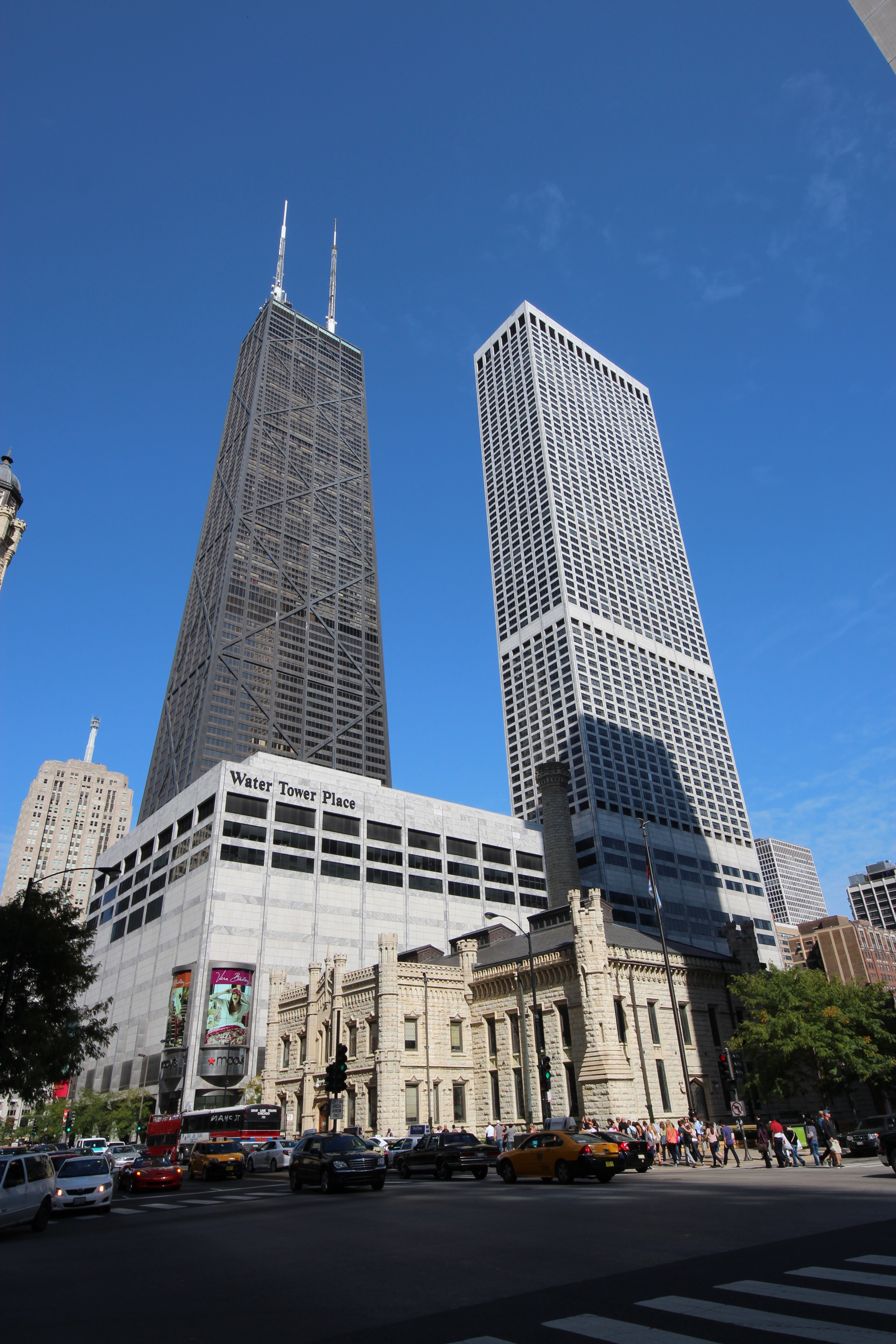
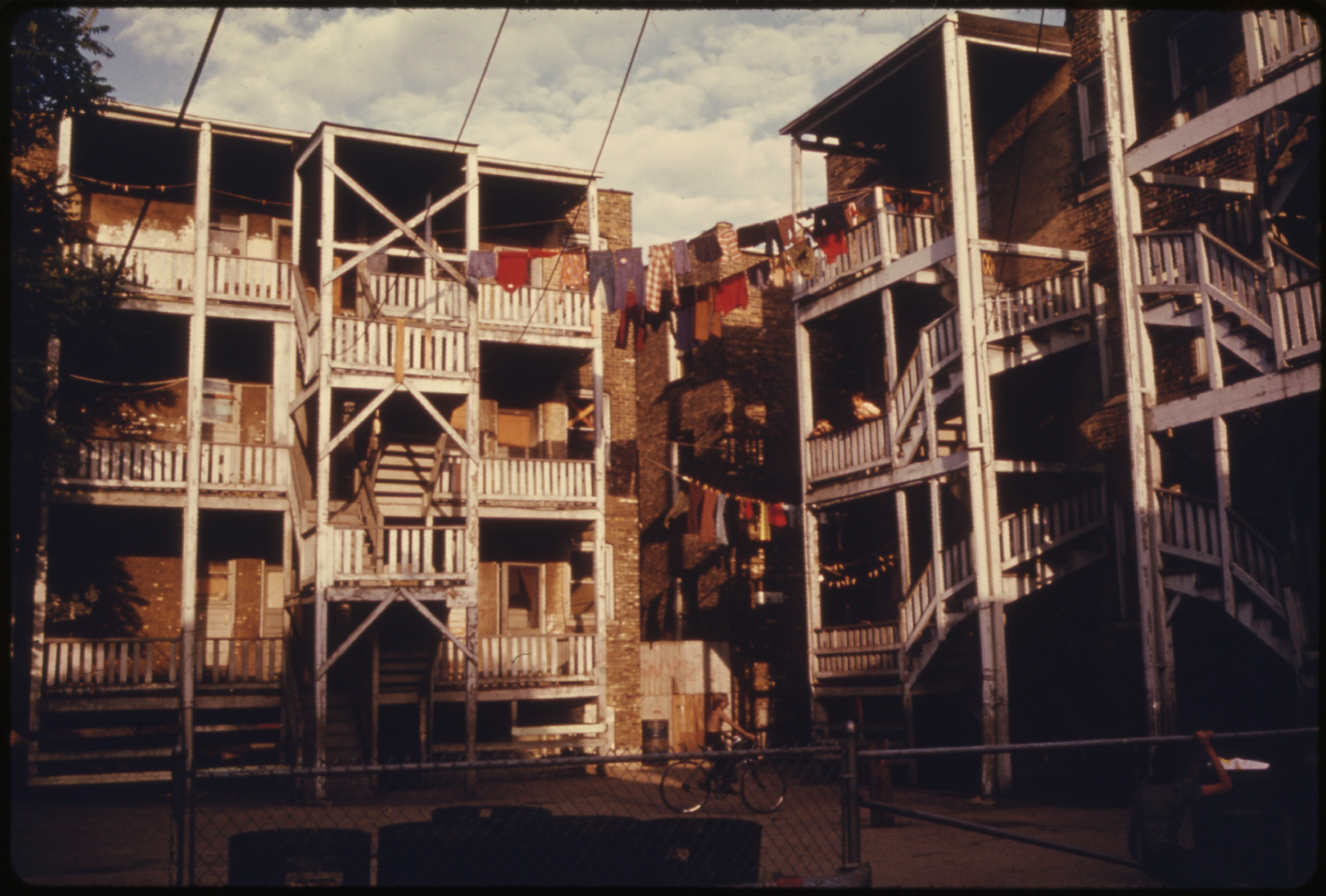

## برای مطالعهٔ بیشتر
- مكتب معماري شيكاگو (Chicago School).